# Svend Erik Bjerg
Svend Erik Bjerg (nascido em 16 de novembro de 1944) é um ex-ciclista dinamarquês que representou o seu país nos Jogos Olímpicos de Verão de 1968 e de 1972.